# 어울림모터스
어울림모터스(Oullim Motors)는 대한민국의 자동차 회사이다. 2007년 전의 회사인 프로토자동차를 인수한 회사로 어울림그룹의 자회사이다.
대표는 박동혁 어울림네트웍스 대표이며 그는 어울림그룹의 CEO이기도 하다. 회사 산하에 Pross라는 튜닝샵과 머플러 개발업체인 샤인 레이싱이 있으며 2008년 슈퍼 레이스에 슈퍼 6000클래스를 출전한다.
2009년 어울림네트웍스와의 합병을 발표하고 어울림 그룹의 자동차 개발 연구를 맡기로 결정되었다. 2016년 5월 11일 회사명을 어울림 모터스에서 (주)스피라ev(이브이)로 바꾼뒤 자취를 감췄다.

## 연혁
(2007년 이전의 기록은 프로토자동차의 것이다.)
- 1997년 - 회사 설립
- 1998년 - 티뷰론 리디자인 모델 RT-X 개발
- 2000년 - 대한민국 최초 미드십 스포츠카 PS-II 개발
- 2002년 - 프로토 스피라(Spirra) 모델 발표
- 2005년 - 서울모터쇼에 프로토 스피라 모델 출품
- 2006년 - 기아 그랜드 카니발 리무진(Kia Grand Carnival Limusine) 발표, 7월에 어울림모터스 설립(건교부 제작사 등록번호는 BB4)
- 2007년 - 1월, 어울림모터스 튜닝사업 진출, 5월, 프로토자동차, 어울림그룹에 인수, 12월, 스피라 GT 판매개시 발표[1]
- 2008년 - 3월, 슈퍼 레이스의 슈퍼 6000 클래스의 차량 카울로 스피라 결정, 동시에 스톡카 1대 구입해 슈퍼 6000 클래스 참가.[2], 4월 14일, 어울림모터스 레이싱팀 창설, 타임트라이얼 대회 제 1전에서 우승[3], 4월, 북경에서 스피라의 양산 모델 공개[4], 5월 8일, 공식 사이트를 개장하고 6월 23일부터 예약 주문 개시 발표
- 2016년 5월 11일 - 폐업
- 2023년 6월 15일 - 재설립

## 제품
- 스피라
- 뱅가리